# Neolebias philippei
Neolebias philippei är en fiskart som beskrevs av Max Poll och Gosse, 1963. Neolebias philippei ingår i släktet Neolebias och familjen Distichodontidae. IUCN kategoriserar arten globalt som otillräckligt studerad. Inga underarter finns listade i Catalogue of Life.